# 주세페 발디타라
주세페 발디타라(Giuseppe Valditara, 1961년 1월 12일 ~ )는 이탈리아의 학자이자 정치인이다. 그는 2022년 10월 22일부터 멜로니 내각에서 이탈리아 교육부 장관을 지냈다.

## 같이 보기
- 이탈리아의 교육
- 주세페 만노
- 이탈리아 공화국 상원